# Romolo (métro de Milan)
Romolo est une station de la ligne 2 du métro de Milan, située viale Romolo à Milan.

## Galerie

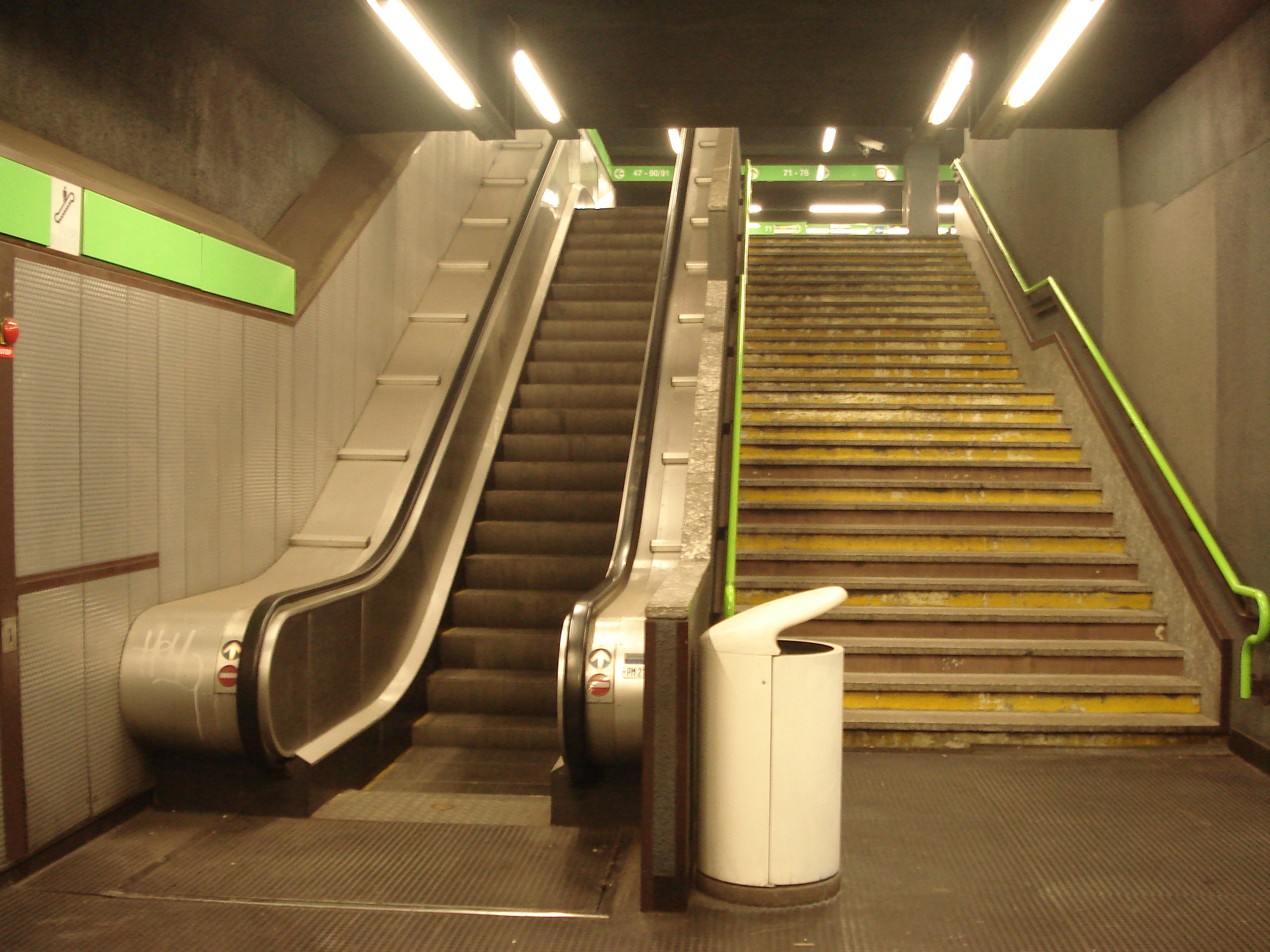
Un escalator dans la station